# San Juan de Capistrano (municipalité)
Pour les articles homonymes, voir San Juan Capistrano.
San Juan de Capistrano est l'une des vingt-et-une municipalités de l'État d'Anzoátegui au Venezuela. Son chef-lieu est Boca de Uchire. En 2011, la population s'élève à 9 047 habitants.

## Étymologie
La municipalité est nommée d'après le saint catholique Jean de Capistran dont la forme espagnole et San Juan Capistrano.

## Géographie

### Subdivisions
La municipalité possède une seule paroisse civile et une parroquia capital, traduite ici par « capitale » (en italiques et suivie d'une astérisque) avec, chacune à sa tête, une capitale (entre parenthèses) :
- Boca de Chávez (Boca de Chávez) ;
- Capitale San Juan de Capistrano * (Boca de Uchire).